# میدلتون، لانکاشر
میدلتون (به انگلیسی: Middleton) یک روستا و محله مدنی در بریتانیا است که در لنکستر واقع شده‌است. میدلتون ۷۰۵ نفر جمعیت دارد.